# Rhaphium bidilatatum
Rhaphium bidilatatum är en tvåvingeart som först beskrevs av Octave Parent 1954.  Rhaphium bidilatatum ingår i släktet Rhaphium och familjen styltflugor. Inga underarter finns listade i Catalogue of Life.